# AFP Prima
Prima AFP es una administradora de fondos de pensiones del Perú, propiedad del conglomerado Credicorp. En 2023, poseía 9.286.000 afiliados y 30% de participación en el mercado pensionsita, custodia unos fondos de pensiones de 36,851 millones de soles.

## Historia
Prima AFP se constituyó mediante escritura pública del 4 de marzo de 2005 e inició operaciones en agosto del mismo año con una agencia en el Distrito de San Isidro, Lima.
El 24 de agosto de 2006, adquirió AFP Unión Vida del Banco Santander.
En 2020, debido a la crisis económica por la pandemia de COVID-19, el Gobierno Peruano promulgó varios Decretos de Urgencia y Leyes que permitieron a los afiliados, de forma extraordinaria y cumpliendo ciertos requisitos, retirar parte o la totalidad, según sea el caso, de sus fondos de pensión. Este proceso se extendió hasta 2024.